# فغر المرارة
فغر المرارة هو عملية صنع فغرة في المرارة لتسهيل وضع أنبوب للنزح. تستعمل هذه الطريقة في حالات التهاب المرارة ويعاني المريض فيها، وهنالك حاجة أو ضرورة لتأجيل عملية استئصال المرارة. أُجري أول فغرٍ للمرارة بالمنظار بواسطة الأطباء تود بارون [الإنجليزية] ومارك توبازيان في عام 2007 باستخدام التوجيه بالموجات فوق الصوتية لثقب جدار المعدة ووضع قسطرة بلاستيكية صفراوية لتفريغ المرارة.